# Sân vận động Hoài Đức
Sân vận động Huyện Hoài Đức là một sân vận động đa năng nằm ở xã Hoài Đức, thành phố Hà Nội, Việt Nam. Sân có sức chứa 3.500 chỗ ngồi và là một phần của Trung tâm Thể dục thể thao huyện Hoài Đức. Sân chính thức được khánh thành vào năm 2013 và là địa điểm tổ chức các nội dung thi đấu môn điền kinh và các trận đấu môn bóng đá nam cấp độ địa phương.

## Lịch sử
Là huyện có tốc độ phát triển dân số nhanh của Hà Nội nhưng trong thập niên 2010, Hoài Đức lại không có nhiều công trình phục vụ nhu cầu thể thao ở các địa phương. Ngày 29 tháng 10 năm 2010, ông Đàm Văn Thông, Phó Chủ tịch Ủy ban Nhân dân huyện Hoài Đức đã ký Quyết định 3743 ngày 29 tháng 10 năm 2010, phê duyệt dự án đầu tư xây dựng Sân vận động - Trung tâm Văn hóa thể thao huyện Hoài Đức.
Sân được nâng cấp vào tháng 5/2025 với hệ thống cỏ nhân tạo chất lượng cao, đạt tiêu chuẩn FIFA với thông số kỹ thuật: 13 mũi 12 sợi và dtex 12000.

## Cơ sở
Sân vận động Hoài Đức nằm theo hướng Bắc - Nam, với sức chứa 3.500 chỗ ngồi có mái che. Hệ thống đèn chiếu sáng trang bị 7 cụm đèn công suất cao. Sân có kích thước 110m x 70m, là sân 11 người tiêu chuẩn. Mặt sân sử dụng cỏ nhân tạo chất lượng tiêu chuẩn FIFA 1 sao. Lòng sân 11 được chia làm 4 sân bóng mini 7 người có kích thước lòng sân là 48m x 28m. Đường biên rộng với 2m không gian mở rộng ra mỗi chiều. Hệ thống đường piste làm bằng nhựa trộn đá rồi quét sơn lên để tạo mỹ quan. Ngoài ra sân còn có hệ thống phòng họp báo, phòng vận động viên, phòng ban tổ chức.

## Phục vụ
Trong thời gian đầu đưa vào hoạt động, nhà thi đấu và sân vận động huyện Hoài Đức phục vụ 200 - 300 lượt người tập thể dục, thi đấu thể thao. Sân vận động có trung bình 2 - 3 trận đấu/ngày. Riêng trong năm 2013, Sân vận động và nhà thi đấu huyện Hoài Đức đã tổ chức hơn 20 giải đấu cấp huyện, một số giải cấp thành phố.